# Andrzej Rokita (profesor)
Andrzej Jacek Rokita (ur. 23 lipca 1968 w Byczynie) – profesor nauk medycznych i nauk o zdrowiu, specjalizujący się w teorii i metodyce wychowania fizycznego, rektor Akademii Wychowania Fizycznego we Wrocławiu (od 2016).

## Życiorys
Urodził się w 1968 roku w Byczynie w województwie opolskim. Uczęszczał do tamtejszej szkoły podstawowej, a następnie do Technikum Mechanicznego w Kluczborku, które ukończył w 1988 roku z wyróżnieniem. Następnie podjął studia na kierunku wychowanie fizyczne o specjalizacji trenerskiej z piłki ręcznej na Akademii Wychowania Fizycznego we Wrocławiu, którą ukończył także z wyróżnieniem w 1992 roku. Jeszcze podczas studiów był laureatem konkursu Primus inter Pares, a także stypendystą Prezesa Urzędu Kultury Fizycznej i Turystyki. Uprawiał grę w piłkę ręczną w KS Metal Kluczbork oraz w AZS Politechnika Wrocławska. Przez dwa lata pracował jako trener piłki ręcznej juniorów w MKS Juvenia Wrocław.
Bezpośrednio po ukończeniu studiów w latach 1992–2002 pracował jako nauczyciel wychowania fizycznego w VII Liceum Ogólnokształcącym we Wrocławiu, jednocześnie pracując jako asystent w Katedrze Zespołowych Gier Sportowych na swojej macierzystej uczelni. W 1997 roku ukończył studia doktoranckie w Akademii Wychowania Fizycznego we Wrocławiu i napisał pracę doktorską pod kierunkiem prof. Tadeusza Koszczyca pt. Zainteresowanie formami aktywności ruchowej a postawa wobec kultury fizycznej uczniów szkół ponadpodstawowych. Stopień naukowy doktora habilitowanego uzyskał w 2009 roku na podstawie rozprawy nt. Zajęcia ruchowe z piłkami edukacyjnymi „edubal” w kształceniu zintegrowanym a sprawność fizyczna oraz umiejętności czytania i pisania uczniów. Prezydent Rzeczypospolitej Polskiej Andrzej Duda, postanowieniem z dnia 6 lutego 2020 r. nadał Andrzejowi Rokicie tytuł profesora nauk medycznych i nauk o zdrowiu.
Andrzej Rokita pełnił funkcje organizacyjne na wrocławskiej Akademii Wychowania Fizycznego. W latach 1998–1999 był pełnomocnikiem prorektora ds. współpracy z zagranicą, jednocześnie pełniąc funkcję uczelnianego koordynatora programu Erasmus. Przez dwie kadencje pełnił funkcję prodziekana ds. studiów dziennych Wydziału Wychowania Fizycznego (1999–2005). W 2008 roku został wybrany na prorektora ds. studenckich i sportu akademickiego. W tym samym roku został kierownikiem Katedry Zespołowych Gier Sportowych oraz kierownikiem Zakładu Gier z Piłką. Od 2016 pełni funkcję rektora tej uczelni.
Poza działalnością na uczelni od 2001 roku jest ekspertem Ministerstwa Edukacji Narodowej wchodzącym w skład komisji egzaminacyjnych i kwalifikacyjnych dla nauczycieli ubiegających się o awans zawodowy. Ponadto działa w KS AZS AWF Wrocław.
W 2018 roku został odznaczony Brązową, a w 2019 roku Srebrną Odznaką Honorową Wrocławia.

## Dorobek naukowy
Współtworzył piłki edukacyjne „Edubal”. Jest autorem ponad 90 publikacji oraz współautorem dwóch książek na temat możliwości wykorzystania piłek edukacyjnych w kształceniu wczesnoszkolnym. Do jego najważniejszych publikacji należą:
- Bawiąc – uczę się: piłki edukacyjne w kształceniu zintegrowanym, Wrocław 2002.
- Piłki edukacyjne w kształceniu wczesnoszkolnym, Wrocław 2005.
- Zajęcia ruchowe z piłkami edukacyjnymi „edubal” w kształceniu zintegrowanym a sprawność fizyczna oraz umiejętności czytania i pisania uczniów, Wrocław 2008.

Zajmuje się diagnozowaniem zainteresowań aktywnością ruchową oraz diagnozowaniem wybranych koordynacyjnych zdolności motorycznych, jak również wykorzystaniem piłek edukacyjnych „Edubal” w kształceniu zintegrowanym. Opracował metodę obiektywnego planowania budżetu godzin z wychowania fizycznego dla zaspokojenia zainteresowań aktywnością ruchową uczniów.